# کلی هیز
کلی هیز نوازنده گیتار گروه هارد راک "آلل" و گیتاریست سابق گروه‌های "کلد" و "گراندینگ" می‌باشد. او یک آلبوم با گروه گراندینگ، سه آلبوم با کلد و یک آلبوم با آلل منتشر کرد.